# Andrij Pywowarski
Andrij Mykołajowycz Pywowarski, ukr. Андрій Миколайович Пивоварський (ur. 12 czerwca 1978 w Kijowie) – ukraiński finansista i menedżer, od 2014 do 2016 minister infrastruktury.

## Życiorys
W 2000 ukończył historię na Kijowskim Uniwersytecie Narodowym im. Tarasa Szewczenki. W 2003 został absolwentem stosunków międzynarodowych i finansów na amerykańskim Tufts University.
Od 1998 zatrudniony w sektorze prywatnym jako analityk finansowy i doradca inwestycyjny. W 2006 objął kierownictwo działu inwestycji bankowych przedsiębiorstwa finansowego Dragon Capital, a w 2013 został dyrektorem zarządzającym koncernu Kontinium kontrolowanego m.in. przez Ihora Jeremejewa.
2 grudnia 2014 objął stanowisko ministra infrastruktury w drugim rządzie Arsenija Jaceniuka (z rekomendacji Bloku Petra Poroszenki). Funkcję tę pełnił do 14 kwietnia 2016.